# Stig Hedström
Stig Arnold Hedström, född 18 oktober 1932 i Bollnäs församling, Gävleborgs län, död 20 juli 2011 i Högsbo församling, Västra Götalands län, var en svensk missionär, bibellärare, författare, psykolog och skolledare.
Född i Bollnäs flyttade Stig Hedström med familjen till Nyköping då han var omkring sex år gammal, där han hade sin skolgång och tog studenten 1951. Han genomgick lärarutbildning vid seminariet i Linköping och reservofficersutbildning vid Ing 1 i Solna. 1957 åkte han till Liberia för att arbeta som missionär tillsammans med sin hustru. Under tre perioder, fram till slutet av 1960-talet, var de verksamma i landet, mestadels vid missionsstationer i Porluma och Voinjama.
Hemkomna till Sverige i slutet av 1960-talet var familjen en tid bosatt i Ludvika i Dalarna innan de omkring 1970 kom till Vetlanda i Småland. Hedström fortsatte sina studier som han hade bedrivit under hemmaperioderna. Han blev filosofie kandidat 1970, filosofie licentiat 1972 samt legitimerad psykolog samma år. I Vetlanda tjänstgjorde han som skolpsykolog och så småningom som rektor. 1982 kom han till Göteborg för att starta och ansvara för Bibelskola Väst i Smyrnakyrkan där. På 1990-talet var han verksam vid Continental Theological Seminar i Bryssel, en bibelskola på högskolenivå där Hedström innehade en professur i pedagogik men även undervisade i ämnen som hade anknytning till Bibeln. Han erhöll doktorsgrad 1995 då han blev Dr of Behavioural Sciences vid Assemblies of God's Theological Seminar i Springfield, Missouri, USA.
Tillsammans med hustrun ansvarade Hedström för samordningen av de svenska pingstförsamlingarnas missionsgärning i de europeiska länderna. Han var författare till böckerna Frihetsstjärnan (1960), På jakt i djungeln (1961), ABC för ledaren (1976) och Kristet föräldraskap (1979).
Stig Hedström gifte sig 1956 med Marianne Norman (född 1935) och paret fick sönerna Peter (född 1959) och artisten Björn Hedström (född 1964).